# Prospero Colonna di Sciarra
Prospero Colonna di Sciarra (Roma, 17 gennaio 1707 – Roma, 20 aprile 1765) è stato un cardinale italiano.

## Biografia
Figlio di Francesco, principe di Carbognano, del ramo di Palestrina, e di Vittoria Salviati; fu creato cardinale da papa Benedetto XIV nel concistoro del 9 settembre 1743 insieme a suo fratello Girolamo.
Il cardinale Colonna di Sciarra non fu mai ordinato presbitero. Ricevette infatti solo il primo grado dell'ordine (diaconato) il 25 settembre 1746. Tuttavia, ciò non gli impedì di fare grandi passi in avanti nella carriera ecclesiastica.

## Albero genealogico
|                                                         |                                     |                                        | Genitori                                                           |  |  | Nonni |  |  | Bisnonni                                                    |  |  | Trisnonni                                              |  |
|                                                         |                                     |                                        |                                                                    |  |  |       |  |  | Giulio Cesare Colonna di Sciarra, II principe di Carbognano |  |  | Francesco Colonna di Sciarra, I principe di Carbognano |  |
|                                                         |                                     |                                        |                                                                    |  |  |       |  |  | Giulio Cesare Colonna di Sciarra, II principe di Carbognano |  |  | Francesco Colonna di Sciarra, I principe di Carbognano |  |
|                                                         |                                     | Ersilia Sforza di Valmontone           |                                                                    |  |  |       |  |  | Giulio Cesare Colonna di Sciarra, II principe di Carbognano |  |  |                                                        |  |
| Egidio Colonna di Sciarra, III principe di Carbognano   |                                     |                                        |                                                                    |  |  |       |  |  | Giulio Cesare Colonna di Sciarra, II principe di Carbognano |  |  |                                                        |  |
|                                                         |                                     | Isabella Farnese                       | Ranuccio I Farnese, IV duca di Parma e Piacenza                    |  |  |       |  |  |                                                             |  |  |                                                        |  |
|                                                         |                                     | Isabella Farnese                       | Ranuccio I Farnese, IV duca di Parma e Piacenza                    |  |  |       |  |  |                                                             |  |  |                                                        |  |
|                                                         |                                     | Isabella Farnese                       | Briseide Ceretoli                                                  |  |  |       |  |  |                                                             |  |  |                                                        |  |
| Francesco Colonna di Sciarra, IV principe di Carbognano |                                     | Isabella Farnese                       |                                                                    |  |  |       |  |  |                                                             |  |  |                                                        |  |
|                                                         |                                     | Antonio Maria Altieri, nobile romano   | Orazio Altieri, nobile romano                                      |  |  |       |  |  |                                                             |  |  |                                                        |  |
|                                                         |                                     | Antonio Maria Altieri, nobile romano   | Orazio Altieri, nobile romano                                      |  |  |       |  |  |                                                             |  |  |                                                        |  |
|                                                         |                                     | Antonio Maria Altieri, nobile romano   | Anne du Blioul                                                     |  |  |       |  |  |                                                             |  |  |                                                        |  |
| Anna Vittoria Altieri                                   |                                     | Antonio Maria Altieri, nobile romano   |                                                                    |  |  |       |  |  |                                                             |  |  |                                                        |  |
|                                                         |                                     | Lucrezia Ricci, nobile romana          | Giovanni Paolo Ricci                                               |  |  |       |  |  |                                                             |  |  |                                                        |  |
|                                                         |                                     | Lucrezia Ricci, nobile romana          | Giovanni Paolo Ricci                                               |  |  |       |  |  |                                                             |  |  |                                                        |  |
|                                                         |                                     | Lucrezia Ricci, nobile romana          | Plautilla Maffei                                                   |  |  |       |  |  |                                                             |  |  |                                                        |  |
| Prospero Colonna di Sciarra                             |                                     | Lucrezia Ricci, nobile romana          |                                                                    |  |  |       |  |  |                                                             |  |  |                                                        |  |
|                                                         | Jacopo Salviati, I duca di Giuliano | Lorenzo Salviati, marchese di Giuliano |                                                                    |  |  |       |  |  |                                                             |  |  |                                                        |  |
|                                                         | Jacopo Salviati, I duca di Giuliano | Lorenzo Salviati, marchese di Giuliano |                                                                    |  |  |       |  |  |                                                             |  |  |                                                        |  |
|                                                         | Jacopo Salviati, I duca di Giuliano | Maddalena Strozzi                      |                                                                    |  |  |       |  |  |                                                             |  |  |                                                        |  |
| Francesco Maria Salviati, II duca di Giuliano           | Jacopo Salviati, I duca di Giuliano |                                        |                                                                    |  |  |       |  |  |                                                             |  |  |                                                        |  |
|                                                         |                                     | Veronica Cybo-Malaspina                | Carlo I Cybo-Malaspina, II principe di Massa e marchese di Carrara |  |  |       |  |  |                                                             |  |  |                                                        |  |
|                                                         |                                     | Veronica Cybo-Malaspina                | Carlo I Cybo-Malaspina, II principe di Massa e marchese di Carrara |  |  |       |  |  |                                                             |  |  |                                                        |  |
|                                                         |                                     | Veronica Cybo-Malaspina                | Brigida Spinola, patrizia genovese                                 |  |  |       |  |  |                                                             |  |  |                                                        |  |
| Vittoria Salviati, patrizia fiorentina                  |                                     | Veronica Cybo-Malaspina                |                                                                    |  |  |       |  |  |                                                             |  |  |                                                        |  |
|                                                         |                                     | Paolo Sforza, marchese di Proceno      | Alessandro Sforza, I duca di Segni                                 |  |  |       |  |  |                                                             |  |  |                                                        |  |
|                                                         |                                     | Paolo Sforza, marchese di Proceno      | Alessandro Sforza, I duca di Segni                                 |  |  |       |  |  |                                                             |  |  |                                                        |  |
|                                                         |                                     | Paolo Sforza, marchese di Proceno      | Eleonora Orsini                                                    |  |  |       |  |  |                                                             |  |  |                                                        |  |
| Caterina Sforza di Proceno                              |                                     | Paolo Sforza, marchese di Proceno      |                                                                    |  |  |       |  |  |                                                             |  |  |                                                        |  |
|                                                         |                                     | Olimpia Cesi, nobile romana            | Federico Cesi, II duca di Acquasparta                              |  |  |       |  |  |                                                             |  |  |                                                        |  |
|                                                         |                                     | Olimpia Cesi, nobile romana            | Federico Cesi, II duca di Acquasparta                              |  |  |       |  |  |                                                             |  |  |                                                        |  |
|                                                         |                                     | Olimpia Cesi, nobile romana            | Isabella Salviati                                                  |  |  |       |  |  |                                                             |  |  |                                                        |  |
|                                                         |                                     | Olimpia Cesi, nobile romana            |                                                                    |  |  |       |  |  |                                                             |  |  |                                                        |  |